# Sanchezia speciosa
Sanchezia speciosa är en akantusväxtart som beskrevs av Emery Clarence Leonard. Sanchezia speciosa ingår i släktet Sanchezia och familjen akantusväxter. Inga underarter finns listade i Catalogue of Life.

## Bildgalleri

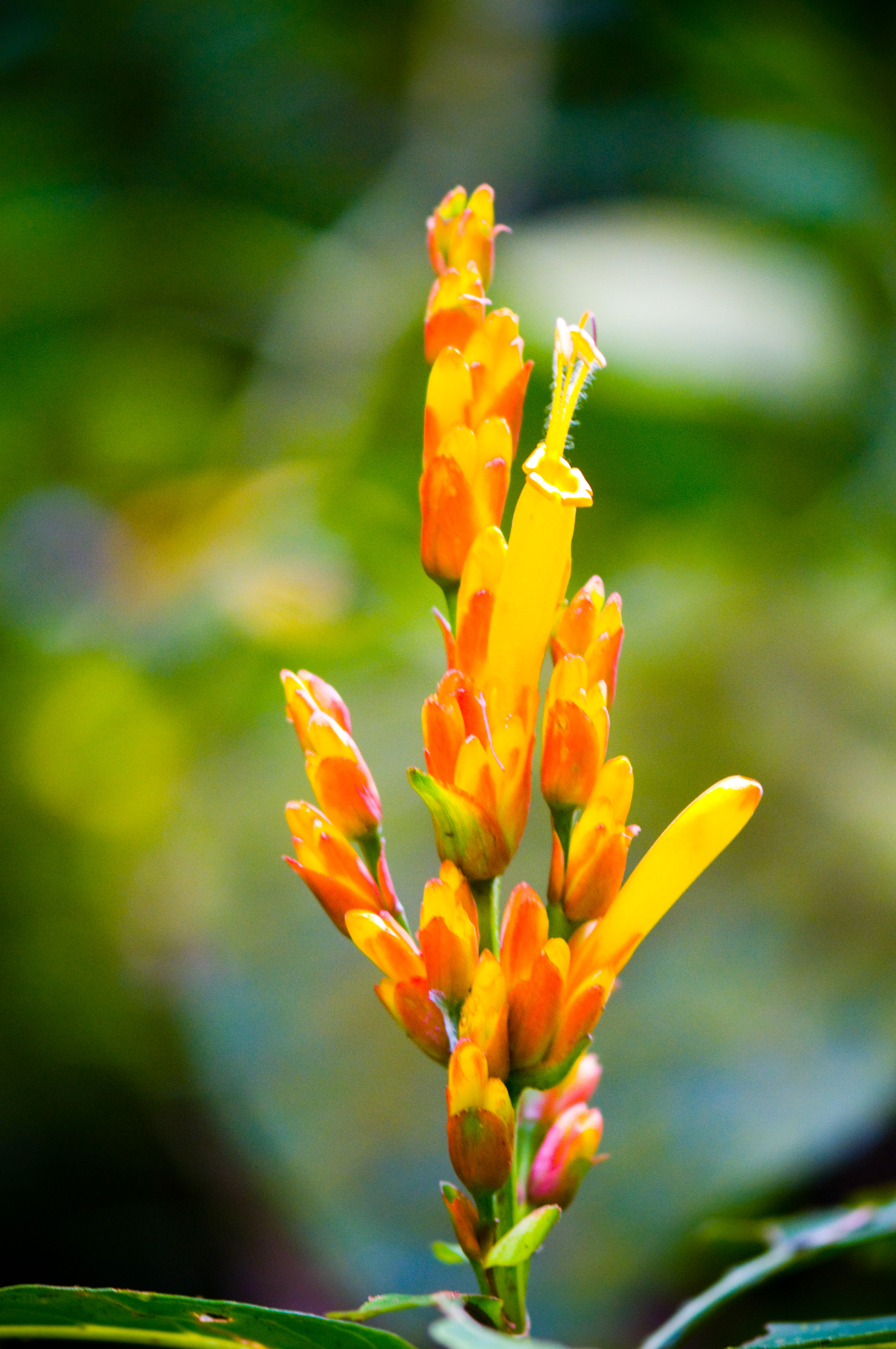
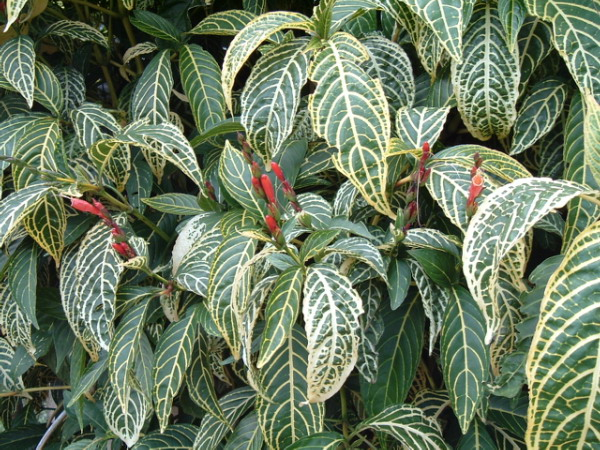
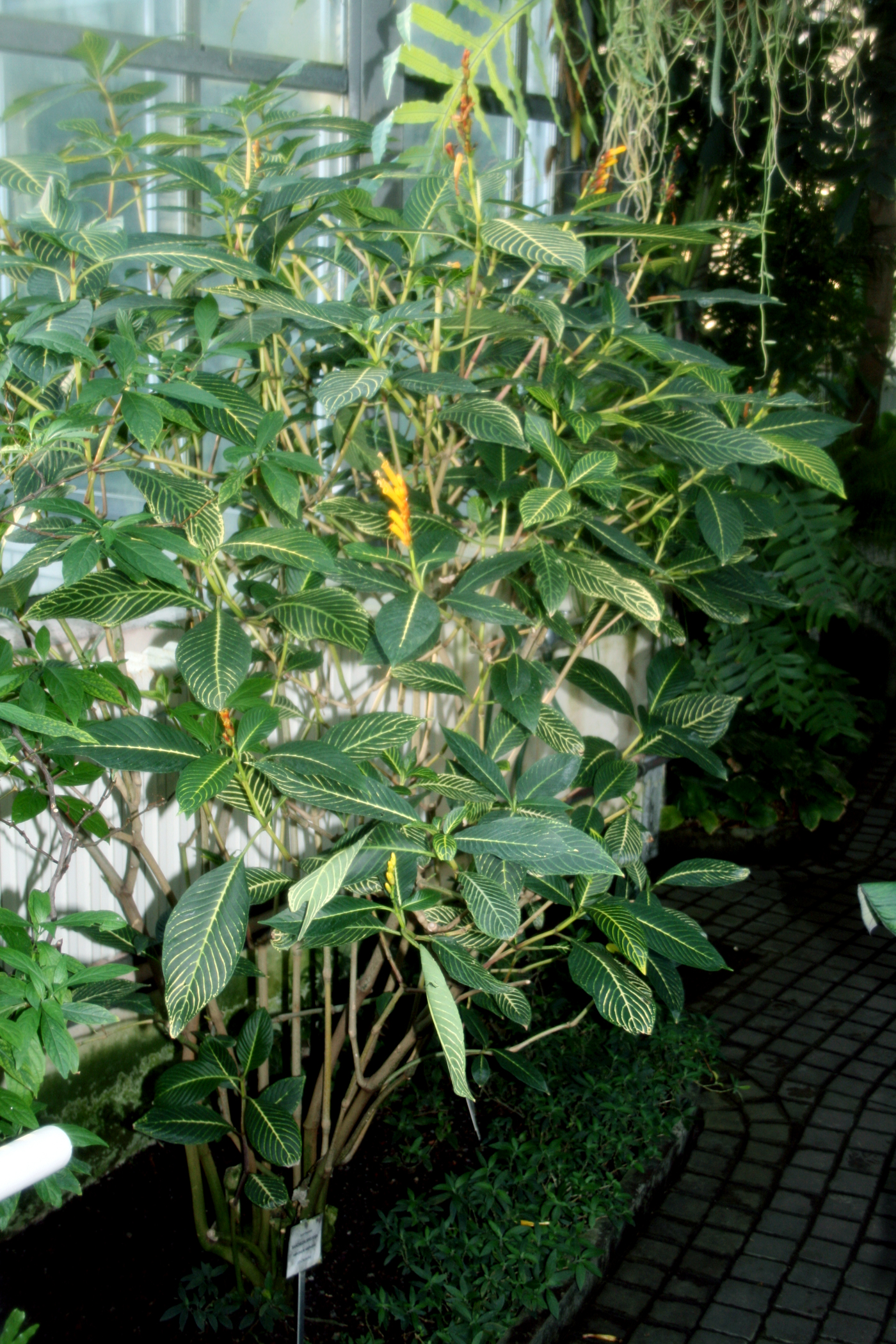
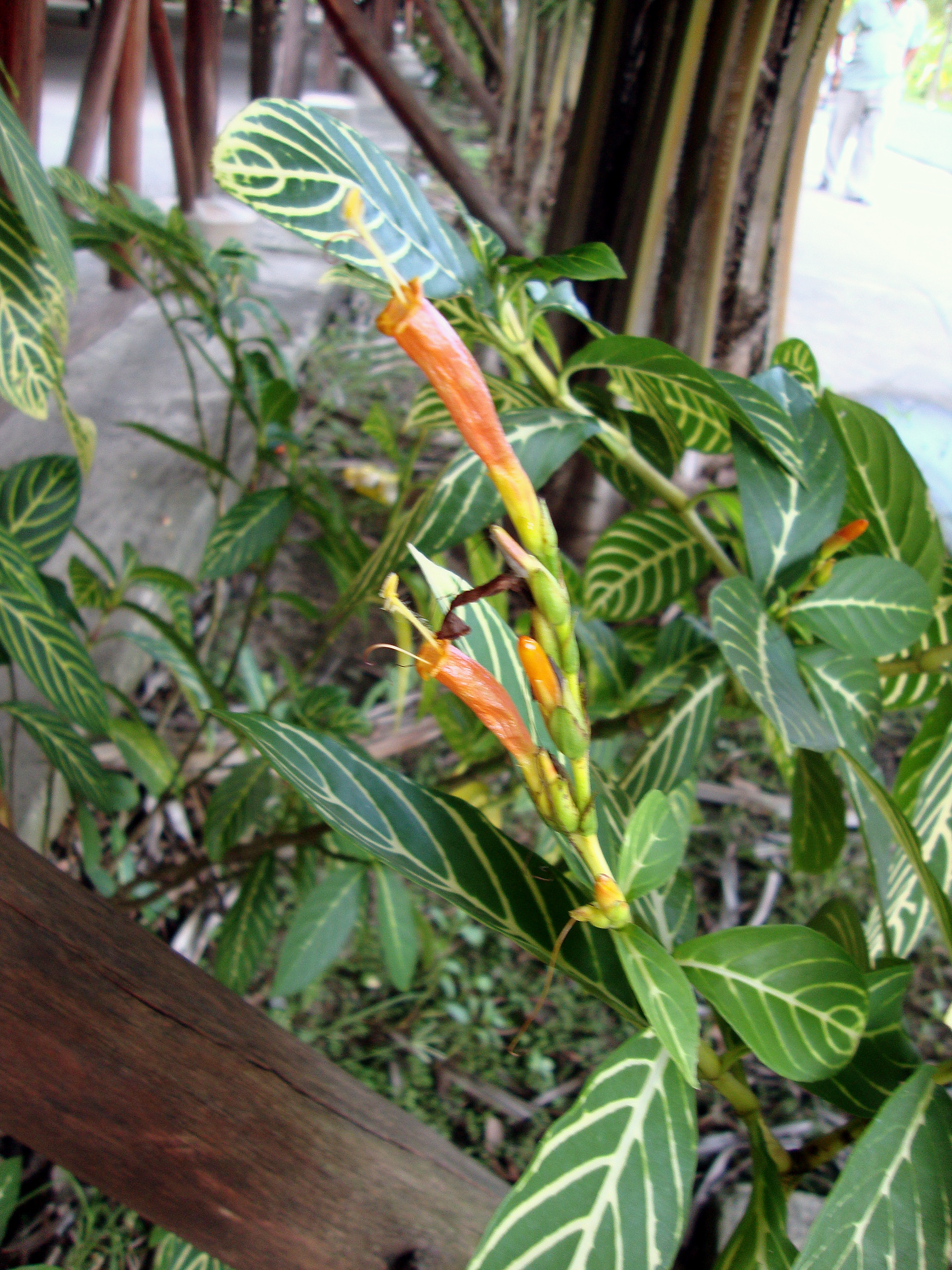
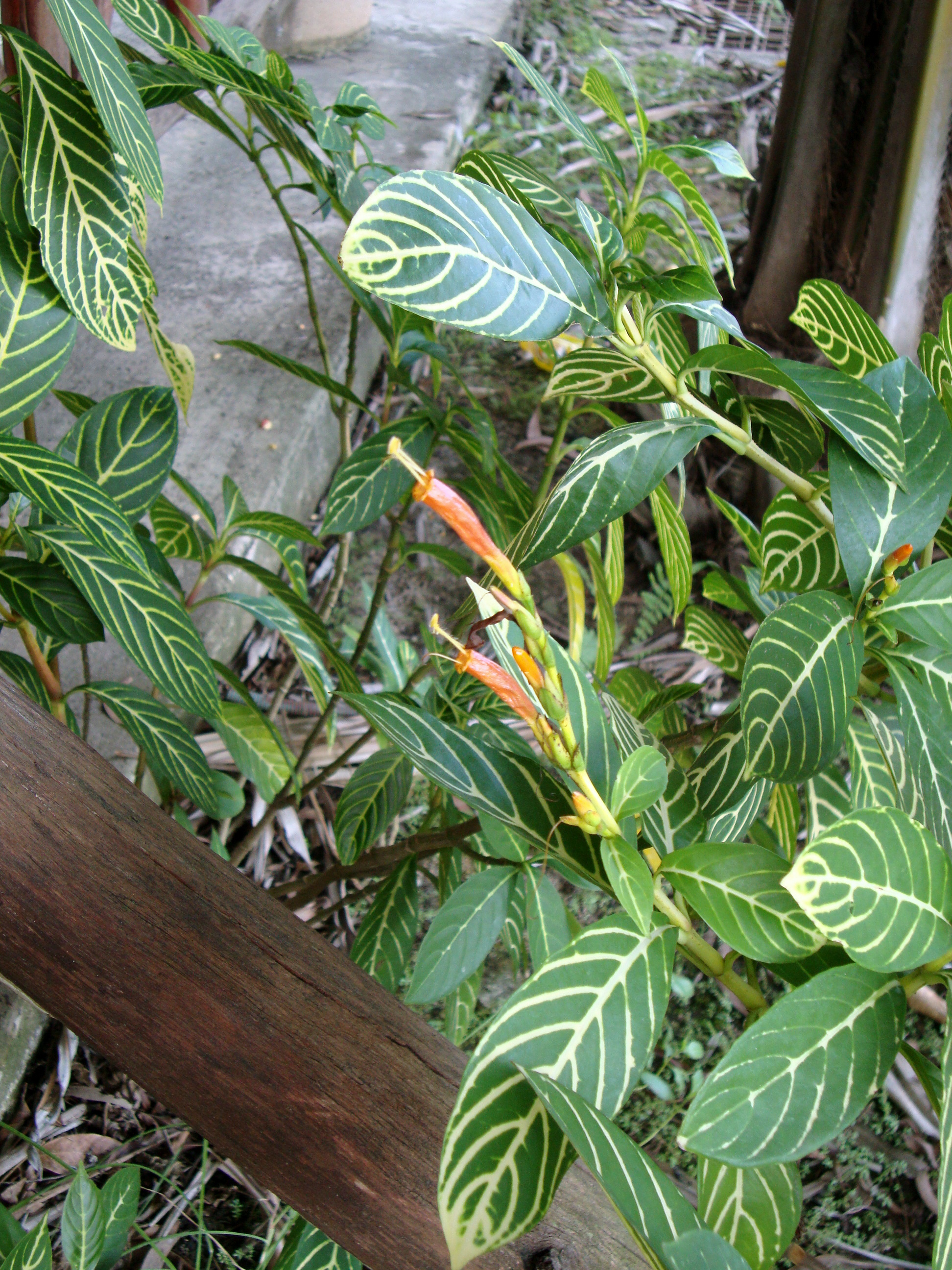
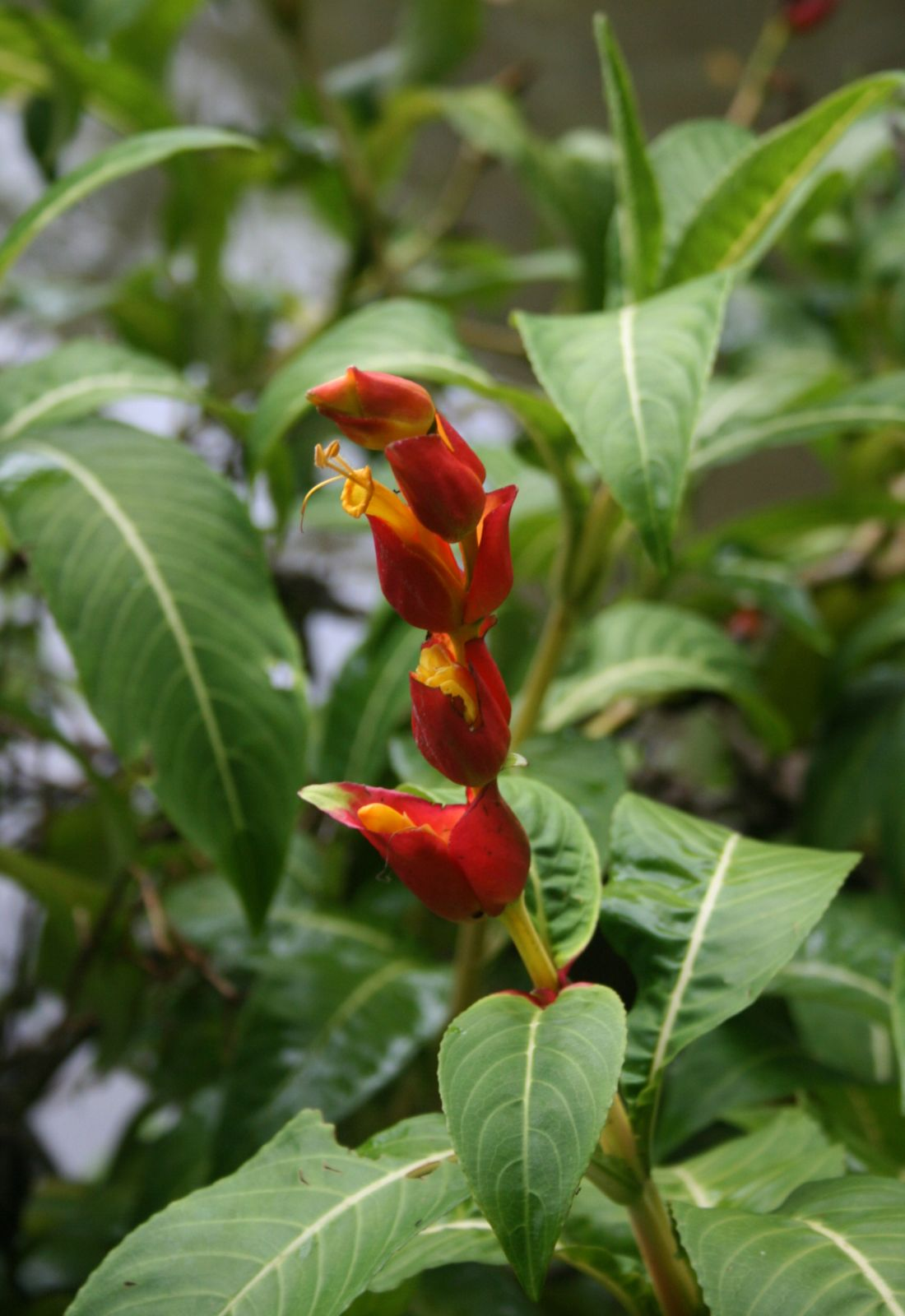